# Tulalip
Els tulalip són una tribu ameríndia reconeguda federalment que està situada a la vila de Marysville (Washington). Es consideren successors de les bandes snohomish, snoqualmie, skykomish, samish, Sauk-Suiattle, i altres que parlen una llengua salish, lushootseed (dxwləšúcid); la pronunciació lushootseed de Tulalip és dxwlilap.

## Localització
Originàriament habitaven els marges dels rius Stillaguamish i riu Fraser, als voltants de les illes Whidbey i Camano, en la zona del Puget Sound. Actualment tenen una reserva de 22.000 acres adjacent a la ciutat d'Everett.

## Demografia
Segons el cens dels EUA del 2000, hi havia enregistrats 2.632 tulalip. Nogensmenys, el 2004 hi havia enregistrats a la reserva 3.611 individus.

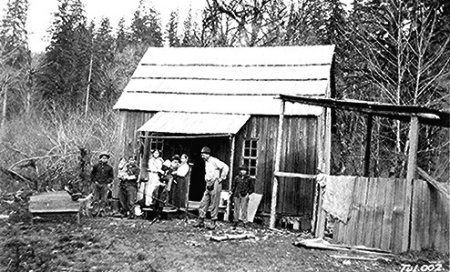
Reserva tulalip, 1916

## Història
Originàriament eren un dels clans dels twana, una tribu salish que habitaven en el canal de Hood. El seu territori originari, Hebolb, era a les boques del riu Snohomish.
Els seus avantpassats foren les 22 tribus signants del Tractat de Point Elliot a Mulkiteo el 22 de gener del 1855, que els garantia diners i drets de pesca i cacera. la seva economia es basava en la pesca del salmó, la recollida de fruita i la cacera.
El 1873 fou creada la Reserva Tulalip per ordre del govern federal. Alhora, el 1857 el p. Chirouse va establir-hi una missiói catòlica amb capellans quebequesos. Això comportaria un sistema educatiu que provocaria el desarrelament i l'aculturació tribal, de manera que el 1992 només uns 17 ancians parlaven la llengua lushootseed.
Del 1883 al 1909 la reserva els fou parcel·lada, tot trencant la propietat col·lectiva. El 1934 els obligaren a formar un Consell Tribal i aprovar una constitució.
Durant els anys setanta uns 13.995 acres de terra tribal foren venuts a no indis, de manera que només els restaren 4.571, cosa que provocaria nombroses protestes i recursos davant el Tribunal Suprem.
El 1994 compraren l'illa de Camano Head, que fou aconvertida immediatament en un important centre cultural.